# Protium dusenii
Protium dusenii là một loài thực vật có hoa trong họ Burseraceae. Loài này được Swart miêu tả khoa học đầu tiên năm 1966.